# Lista de representantes permanentes do Iraque nas Nações Unidas
Esta é uma lista de representantes permanentes do Iraque, ou outros chefes de missão, junto da Organização das Nações Unidas em Nova Iorque.
O Iraque foi um dos Estados fundadores das Nações Unidas e é membro desde 21 de dezembro de 1945.
| Início | Término | Representante permanente (Chefe de missão) | Cargo                        | Credenciais |
| ------ | ------- | ------------------------------------------ | ---------------------------- | ----------- |
| …      | …       |                                            |                              |             |
| 1958   | 1959    | Ismat T. Kittani                           | Encarregado de negócios a.i. | -           |
| 1959   | 1965    | Adnan Pachachi                             | Representante permanente     |             |
| 1965   | 1967    | Khadim Kahlaf                              | Representante permanente     |             |
| 1967   | 1969    | Adnan Pachachi                             | Representante permanente     |             |
| 1969   | 1970    | Adnan Raouf                                | Encarregado de negócios a.i. | -           |
| 1970   | 1972    | Talib el-Shibib                            | Representante permanente     |             |
| 1972   | 1974    | Abdul Karim al-Shaikhly                    | Representante permanente     |             |
| …      | …       |                                            |                              |             |
| 1978   | 1982    | Salah Omar al-Ali                          | Representante permanente     |             |
| 1983   | 1986    | Riyadh M. S. al-Qaysi                      | Representante permanente     |             |
| 1986   | 1989    | Ismat T. Kittani                           | Representante permanente     |             |
| 1990   | 1992    | Abdul Amir al-Anbari                       | Representante permanente     |             |
| 1992   | 1998    | Nizar Hamdoon                              | Representante permanente     |             |
| 1999   | 2000    | Saeed Hasan                                | Representante permanente     | 1999-02-03  |
| 2001   | 2003    | Mohammed A. Aldouri                        | Representante permanente     | 2001-02-08  |
| 2004   | 2006    | Samir Sumaidaie                            | Representante permanente     | 2004-09-17  |
| 2006   | 2013    | Hamid Al Bayati                            | Representante permanente     | 2006-04-27  |
| 2013   | atual   | Mohamed Ali Alhakim                        | Representante permanente     | 2013-05-03  |